# Astracantha mesoleia
Astracantha mesoleia là một loài thực vật có hoa trong họ Đậu. Loài này được (Boiss. & Hohen.) Podlech miêu tả khoa học đầu tiên.